# 上官筠慧
上官筠慧 （英語：Mok Wai Hing；1933年—2011年9月30日），本名莫慧卿，香港電影及電視演員及配音員，早年就讀灣仔同濟中學，喜歡中國文學、芭蕾舞及耍劍，原來是位教師，銀幕處女作是《風塵俠犬》(1953年，飾演馬麗華)，息影作《真假兇手》（1966年，飾演陳福生夫人），角色形象多樣化，既演賢妻良母，也有參演惡毒婦人、幫兇及老千騙子等歹角，參演約60多齣電影。
- 1957年10月12日（星期六）下午，上官筠慧與丈夫林少華在香港島堅道的香港聖母無原罪主教座堂舉行婚禮，下午4時在香港島中環的告羅士打大酒店設置酒會[2]。兩人的兒子 Dr Frank Lam 是加拿大卑詩省溫哥華英屬哥倫比亞大學（The University of British Columbia, UBC）林業學院（Forestry Faculty）林木科學系（Wood Science）的教授。
- 上官筠慧與夏萍、李鳳聲(李香凝)、歐嘉慧、鄭碧影及林艷曾在1964年7月義結金蘭成立「七仙女」[3]。
- 上官筠慧參加香港話劇團，演出《七十二家房客》，擔任第一女主角，飾演「八姑」，1964年12月22日（星期二）及12月23日 （星期三）在九龍油麻地彌敦道380號普慶戲院演出日夜3場；12月28日 （星期一）至12月30日（星期三）則改在中環的香港大會堂演出[4]。
- 1967年無線電視啟播，上官筠慧參演電視劇《太平山下》及為外國片集作幕後配音[5][6]。
- 上官筠慧在1971年為參演麗的電視的長篇電視劇《樑上君子》及《偽君子》[7]。
- 上官筠慧在2011年9月30日(星期五)在加拿大卑詩省溫哥華病逝，享齡78歲[8]。

### 歐美劇
| 首播年份 | 作品名稱   | 配演角色 | 角色演員 | 備註 |
| -------- | ---------- | -------- | -------- | ---- |
| 1967     | 愛登士家庭 | 蒙達絲   |          |      |
| 1968     | 艷妮傳     | 白麗修女 |          |      |

## 外部連結
- 香港電影資料館：上官筠慧 （莫慧卿） 參演電影的記錄[永久]
- 香港影庫：上官筠慧（莫慧卿） （页面存档备份，存于）